# Chamizal, Guerrero
Chamizal är en ort i Mexiko.   Den ligger i kommunen San Marcos och delstaten Guerrero, i den södra delen av landet, 270 km söder om huvudstaden Mexico City. Chamizal ligger 107 meter över havet och antalet invånare är 106.
Terrängen runt Chamizal är varierad. Chamizal ligger nere i en dal. Runt Chamizal är det tätbefolkat, med 397 invånare per kvadratkilometer. Närmaste större samhälle är Tierra Colorada, 18,2 km norr om Chamizal. I omgivningarna runt Chamizal växer huvudsakligen savannskog.